# Diocese de Dundo
A Diocese do Dundo (Diœcesis Dundensis) é uma circunscrição eclesiástica da Igreja Católica em Angola, pertencente à Província Eclesiástica de Saurimo, sendo sufragânea da arquidiocese de Saurimo. A sé episcopal está na catedral de Nossa Senhora da Conceição, na cidade do Dundo-Chitato, na província de Lunda Norte.
Foi criada no dia 9 de novembro de 2001 pela bula Angoliae evangelizandae, pelo Papa João Paulo II, quando foi desmembrada da diocese de Saurimo. Foi primeiro bispo o senhor dom Joaquim Ferreira Lopes.
Entre sua criação e 12 de abril de 2011 foi sufragânea da arquidiocese de Luanda, quando tornou-se finalmente sufragânea e parte da província eclesiástica da arquidiocese de Saurimo.

## Lista de bispos do Dundo
|        | Nome                                   | Período    | Notas                        |
| Bispos | Bispos                                 | Bispos     | Bispos                       |
| ------ | -------------------------------------- | ---------- | ---------------------------- |
| 3º     | Estanislau Marques Chindecasse, S.V.D. | 2012-atual |                              |
| 2º     | José Manuel Imbamba                    | 2008-2011  | Nomeado Arcebispo de Saurimo |
| 1º     | Joaquim Ferreira Lopes, O.F.M.Cap.     | 2001-2007  | Nomeado Bispo de Viana       |